# Vietnams befolkning
| Etniska minoriteter | Andel  |
| ------------------- | ------ |
| Vietnameser         | 86,2 % |
| Tay                 | 1,9 %  |
| Thai                | 1,7 %  |
| Muong               | 1,5 %  |
| Nong                | 1,4 %  |
| Hmong               | 1,0 %  |
| Övriga              | 6,3 %  |

Vietnams befolkning uppgår till över 84 miljoner. De flesta (86,2 %) tillhör folkgruppen Kinh (Viet). Över 10 % tillhör olika minoriteter. De flesta bor i bergsområden i inlandet till skillnad från Kinh som bor vid havet och på låglandet. Tillgången till sjukvård och utbildning är sämre för bergsfolk och levnadsstandarden är lägre. I vissa delar har turismen blivit ett viktigt ekonomiskt tillskott men innebär också ett hot mot den lokala kulturen och miljön.

## Tay
Tayfolk (inte att förväxla med Thai) är den största gruppen bland Vietnams minoriteter med 1,2 miljoner personer. De lever längs dalar och på låglandet i norra Vietnam i gränsområdet mot Kina. Deras ursprung finns i södra Kina och de odlar ris, tobak, frukt, örter och kryddor. På 1500-talet utvecklade Tay en egen skrift och deras litteratur, musik, dikter och dans har fått stort erkännande.

## Thai
Thaifolken i Vietnam kommer från södra Kina och utgör en miljon personer och är därmed den näst största minoriteten. De bor sydväst om Hanoi mot gränsen till Laos främst i provinserna Hoa Binh, Son La, Lai Chau och Nghe An. Deras skriftspråk utvecklades på 400-talet och litteratur och poesi finns på deras språk. 

## Muong
Över 900 000 personer i Vietnam tillhör den etniska gruppen Muong. De talar ett språk som heter Muong och som är besläktat med vietnamesiskan, deras kultur är däremot mer influerad av thaifolkens. 
Varje by (kallade Muong, därav namnet) styrs av en familj, lang dao. De flesta bor i provinserna Hoà Bình och Thanh Hoá. När de framför musik används ofta gong, trummor, flöjt och violin.

## Nung
De 700 000 som tillhör Nungfolket bor i provinserna Bắc Giang, Bắc Kạn, Cao Bằng, Lạng Sơn, Thái Nguyên och Tuyên Quang. Deras hus är uppdelade i två delar, en för boende och en för arbete och tillbedjan. De är kända för sitt hantverk av bambu och rotting. Deras kläder är ofta svarta eller indigofärgade.

## H'mong

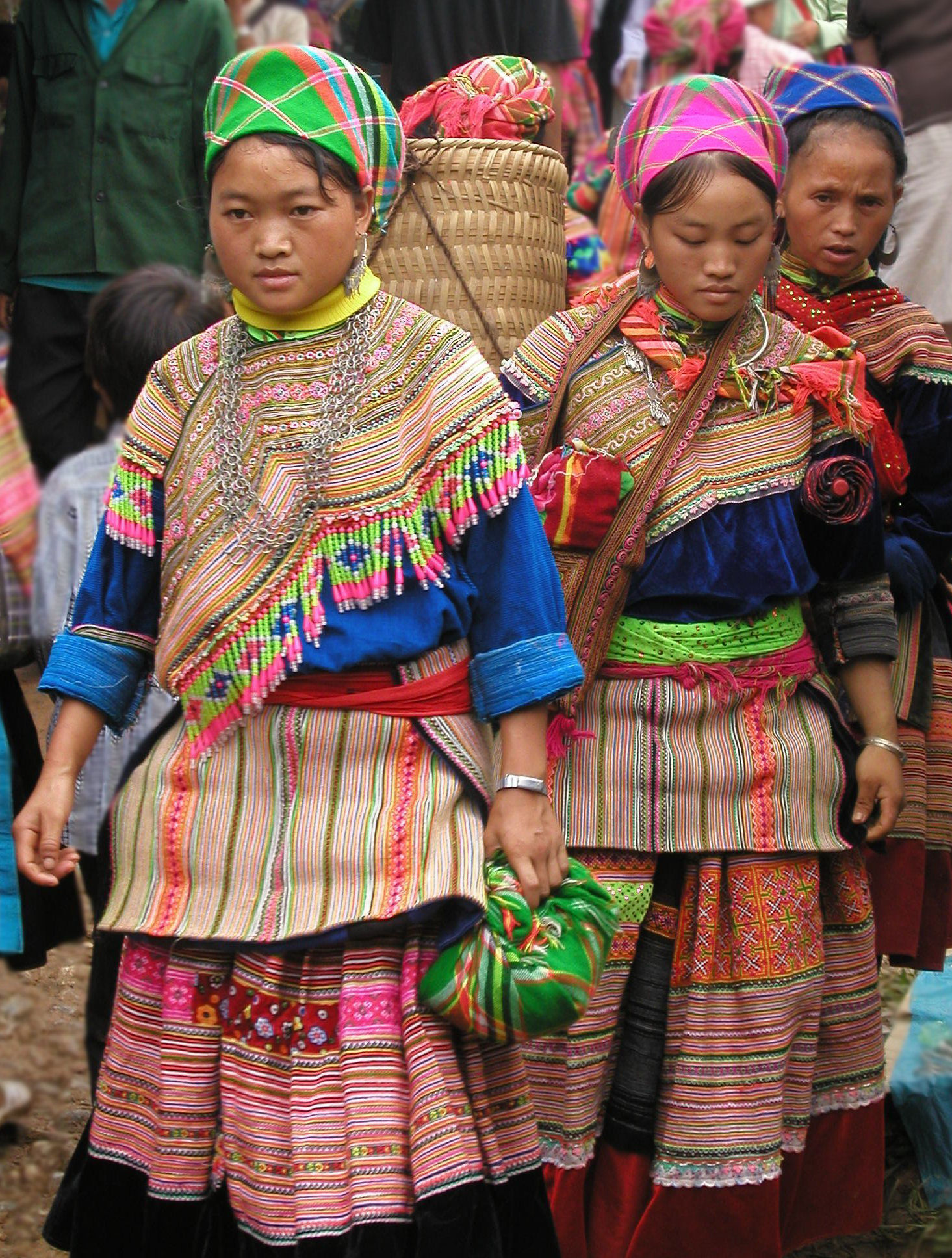
Tre H'mong-kvinnor i Sapa.

H'mong emigrerade från Kina på 1800-talet till Vietnam och bosatte sig på högt belägna platser i provinserna Cao Bằng, Hà Giang, Lai Chau, Lào Cai, Nghệ An, Tuyên Quang, Sơn La och Yên Bái. Det finns flera undergrupper som baserar sig på språkliga skillnader som svart, röd, vit, grön och blommiga som alla har olika kläder. Det finns även ett starkt klantänkande och en kvinna som gifter sig tillhör sin mans klan. H'mong-kvinnor bär ofta halsband och örhängen av silver.
De har bland annat försörjt sig på opiumodling och deras inkomstmöjligheter försämrades när möjligheten att odla opium försvann. Ungefär 800 000 H'mong bor i Vietnam.

## Degar
I de centrala högländerna bor folket Degar.